# Lepthyphantes striatiformis
Lepthyphantes striatiformis är en spindelart som beskrevs av Lodovico di Caporiacco 1934. Lepthyphantes striatiformis ingår i släktet Lepthyphantes och familjen täckvävarspindlar. Inga underarter finns listade i Catalogue of Life.